# Leucostele
Leucostele Backeb. è un genere di piante appartenente alla famiglia delle Cactacee, diffuso in Sud America.

## Tassonomia
Il genere comprende le seguenti specie:
- Leucostele atacamensis (Phil.) Schlumpb.
- Leucostele bolligeriana (Mächler & Helmut Walter) Schlumpb.
- Leucostele chiloensis (Colla) Schlumpb.
- Leucostele deserticola (Werderm.) Schlumpb.
- Leucostele litoralis (Johow) P.C.Guerrero & Helmut Walter
- Leucostele nigripilis (Phil.) P.C.Guerrero & Helmut Walter
- Leucostele skottsbergii (Backeb.) P.C.Guerrero & Helmut Walter
- Leucostele terscheckii (J.Parm. ex Pfeiff.) Schlumpb.
- Leucostele tunariensis (Cárdenas) Schlumpb.
- Leucostele werdermanniana (Backeb.) Schlumpb.